# Kenzo Yokoyama
Kenzo Yokoyama (Prefectura de Saitama, Japó, 21 de gener de 1943), és un exfutbolista japonès.

## Selecció japonesa
Kenzo Yokoyama va disputar 49 partits amb la selecció japonesa.